# Ocale
Ocale fou el nom d'una vila de Florida visitada per l'expedició d'Hernando de Soto, i d'un cacicat dels timucua. La vila potser era propera al riu Withlacoochee en l'època de la visita de De Soto, i es podrien haver traslladat més tard al riu Oklawaha.

## Nom
Com era típic dels pobles trobats pels espanyols a la Florida, la província d'Ocale, la seva ciutat principal, i el seu cap tenien tots el mateix nom. Els cronistes de l'expedició de De Soto registraren diferents versions del nom. La ciutat i la província van ser anomenades "Ocale" pel secretari privat de De Soto, Rodrigo Ranjel. L'agent del rei en l'expedició, Luys Hernández de Biedma, anomena la ciutat "Etocale". El Cavaller d'Elvas l'anomena "Cali". L'Inca Garcilaso de la Vega l'anomena "Ocali" o "Ocaly". També es coneixen altres formes del nom. Hernando de Escalante Fontaneda situa el regne d'"Olagale" entre Apalachee i Tocobago. Una vila anomenada "Eloquale" apareix en el mapa de Jacques le Moyne com a situada a l'oest del riu St. Johns i a l'oest d'Aquouena (potser pa província Acuera). La Missió de San Luis de Eloquale fou establida vora del riu Oklawaha a la província Acuera en la dècada del 1620. Boyer tradueix "Ocale" (timucua "oca-le") com a "això-ara". Hann interpreta temptativament "Eloquale" com a "cançó o cantant d'admiració o glorificació". "Elo" en timucua volia dir "cantar o xiular", "cantar" o "cançó", mentre que "Quale" volia dir "exclamació de joia", "suficient" o "admiració".

## Visita de De Soto

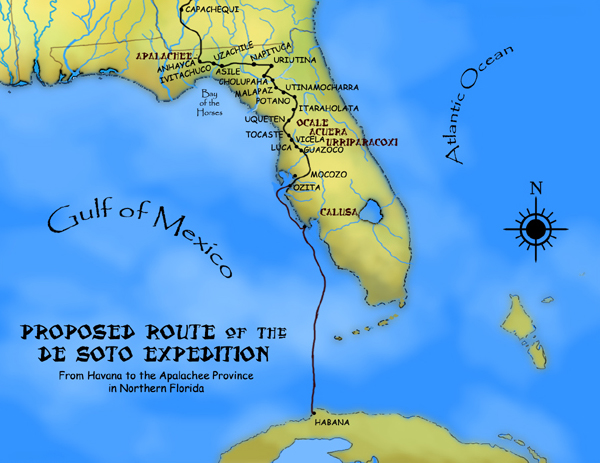
Ruta de l'expedició de De Soto.

Mentre era al seu lloc de desembarcament a la badia de Tampa, de Soto va enviar Baltazar de Gallegos al territori d'Urriparacoxi, a qui devien lleialtat els cacicats de l'oest de la badia de Tampa. Quan Gallegos va demanar Urriparacoxi on podrien trobar or i plata, els va dirigir a Ocale. Urriparacoxi va dir Gallegos que Ocale era una ciutat molt gran, tenia corrals plens de galls dindis i cérvols mansos, i hi havia molt d'or, plata i perles. Per tant, De Soto planejava usar Ocale com el seu campament per al proper hivern. De Soto va partir cap a Ocale el 15 de juliol de 1539. De Soto va arribar a Tocaste, a l'extrem sud del Pantà d'Ocale (la Cova del Withlacoochee) el 24 de juliol. Li va costar alguns dies trobar un camí a través del pantà d'Ocale i travessar el riu d'Ocale (riu Withlacoochee).
L'expedició de De Soto arribà a Ocale a finals de juliol de 1539, i hi va romandre fins a l'agost. Ranjel informà que Uqueten va ser el primer poble de la província d'Ocale trobat per l'expedició de De Soto, just després de travessar el riu Ocale. L'avantguarda de l'expedició va arribar a la següent ciutat, Ocale, abans del 29 de juliol de 1539. Biedma va descriure Ocale com a petit, mentre que el sovint poc fiable Garcilaso de la Vega va dir que Ocale tenia 600 cases. L'exèrcit de De Soto va trobar prou menjar (blat de moro, fesols i gossos petits) en l'àrea de la ciutat d'Ocale per alimentar l'exèrcit només uns dies. Des d'Ocale, els homes de De Soto marxaren a Acuera per menjar. Acuera era dos dies a l'est d'Ocale, probablement a l'àrea llac Weir-llac Griffen. L'exèrcit de De Soto fou capaç de recollir subministraments de blat de moro per a tres mesos mentre era a Ocale. Els seus homes van lluitar en algunes escaramusses als voltants de la província d'Ocale mentre recollien el blat de moro. Tot l'exèrcit de De Soto va romandre a Ocale dues setmanes. De Soto va marxar amb al voltant d'un terç dels seus homes al final de les dues setmanes, deixant la resta de l'expedició a Ocale durant dues setmanes i mitja més.
Des d'Ocale, de Soto viatjà a la vila d'Itara (o Itaraholata) en un dia. Potano, vila principal de la província Potano, era a un altre dia de viatge després d'Itara. Itara podria haver estat a la província d'Ocale o a la província de Potano, o podria haver estat un cacicat independent que servia com a amortidor entre Ocale i Potano.

## Província d'Ocale
Hann situa la província d'Ocale al sud del comtat d'Alachua, al nord de la regió dels llacs del centre de Florida, i a l'oest del bosc d'Ocala al riu Withlacoochee. Milanich defineix una província d'Ocala més restringida, situada al llarg del riu Withlacoochee, incloent parts de la Cova de Withlacoochee al marge oest del riu, i una àrea de 10 a 15 milles d'ample a l'est del riu Withlacoochee, en els comtats de Citrus al nord, i Marion i Sumter a l'oest. Només dues o tres ciutats de la província d'Ocale van ser registrades pels cronistes de l'expedició de De Soto; Uqueten, Ocale i Itara, si és que eren subjectes a Ocale. Milanich i Hudson col·loquen provisionalment Uqueten en un conjunt de jaciments arqueològics a l'est de la Cova de Withlacoochee en l'actual nord-oest del comtat de Sumter, prop d'on l'expedició va creuar la Cova de Withlacoochee, i Ocale en un grup de llocs al voltant de cinc llegües (27 kilòmetres) al nord-est, en l'actual comtat de Marian, prop del riu Withlacoochee. Hann afirma que Ocale era probablement al sud-oest del comtat de Marion, però no s'hi ha identificat cap lloc. El lloc de la vila de Potano ha estat identificat a al marge oest del llac Orange, al nord del comtat de Marion. Itara estava a mig camí entre Ocale i Potano, probablement prop de Kendrick enmig del comtat de Marion, a pocs quilòmetres al nord de l'actual Ocala, on hi ha un grup de jaciments arqueològics.
Els Ocale formaven part de la divisió occidental dels timucua, juntament amb els potano, utina septentrional, i Yustaga, i podrien haver parlat el dialecte potano de la llengua timucua. Hann situa ocula Ocale en la cultura Alachua, que es practicava al centre del comtat de Marion (on podia haver estat localitzada Itara), però Milanich i Hudson afirmen que la Cova de Withlacoochee i la zona a l'est del riu Withlacoochee, on creuen que es trobaven Uqueten i Ocale, compartien la varietat septentrional de la cultura Safety Harbor trobada als comtats de Citrus, Hernando i Pasco. Els monticles que eren consistents en la cultura Safety Harbor han estat trobades a la Cova de Withlacoochee. Mentre que la terrissa de Safety Harbor s'ha trobat a presumptes jaciments Ocale a l'est del Withlacochee, aquí no s'hi ha trobat monticles. Dos monticles a la Cove, Ruth Smith Mound (8Ci200) i Tatum Mound (8Ci203), mostren evidències dels primers contactes amb els espanyols. Una dotzena d'ossos d'un presumpte ossari a Tatum Mound mostren probables ferides d'espasa, possibles proves de les escaramusses fels homes de De Soto contra els d'Ocale. En algun moment després que aquests ossos s'havien desarticulat, l'ossera va ser arrasada i almenys 70 persones, probablement Ocale, van ser sepultats al monticle en un curt període, possiblement a causa d'una epidèmia. S'han trobat molts artefactes europeus a Tatum Mound. S'han trobat alguns tipus de comptes que es troben en el monticle en un altre lloc només als llocs que se sap que han estat visitats per de Soto.

## Història final
Eloquale, aparentment una variant d'Ocale o Etoquale, apareix en el mapa de le Moyne de la dècada de 1560, situada en algun lloc a l'oest del riu St. Johns i la província d'Acuera. La següent aparició d'Ocale als registres històrics fou en 1597, quan el cap d'Ocale, junt amb la cacica (cap femení) d'Acuera, el cap de Potano i el cap suprem de Timucua (Utina septentrional), "rendiren obediència" als espanyols a San Agustín. Una missió anomenafs San Luis de Eloquale hi fou establida en 1630. Milanich situa San Luis de Eloquale vora el riu Withlacoochee, diferenciant-la d'una altra missió anomenada San Luis de Acuera. Boyer tracta San Luis de la provincia de Acuera com un nom alternatiu per a San Luis de Eloquale, i la situa vora el riu Oklawaha. Worth anota que Eloquale podia ser una recol·locada Ocale/Etoquale. San Luis de Eloquale no era mencionada en una llista de missions compilada en 1655, i posteriorment va desaparèixer dels registres espanyols.